# 2025年アル・フンドゥク銃撃事件
2025年1月6日、ヨルダン川西岸地区北部のアル・フンドゥクで、パレスチナ人武装集団3人がバスと車2台を銃撃し、3人が死亡、8人が負傷した。

## 背景
2023年10月7日の攻撃以来、イスラエルとヨルダン川西岸地区との間の緊張は着実に高まっている。

## 攻撃
3人のパレスチナ人武装集団が、アサルトライフルで武装し、白いセダンから降り、アル・フンドゥクのハイウェイ55を走行中のバスと2台の車に至近距離から発砲した。この結果、3人が死亡、8人が負傷（うち少なくとも1人が重傷）した。
武装勢力は発砲後、現場から逃走した。イスラエル国防軍は、警備を強化し道路を封鎖して犯人の捜索を開始した。

## 犠牲者
犠牲者の身元は、35歳の警察官エラド・ヤアコフ・ヴィンケルシュタイン曹長、73歳のアリーザ・ライス、70歳のレイチェル・コーエンと判明した。負傷者8人のうち、63歳のバス運転手は重体であったため、病院に搬送された。

## 犯人
3人のパレスチナ人武装集団はヨルダン川西岸地区北部のジェニン地区出身だった。ハマースのイッズッディーン・アル＝カッサーム旅団は2日後、この攻撃の犯行声明を出した。犯人のうち2人は22日、ジェニン近郊でイスラエル軍に殺害された。

## 余波
この襲撃事件を受けて、イスラエルのベンヤミン・ネタニヤフ首相は、襲撃者の拘束作戦と、ヨルダン川西岸地区での一連の追加防衛・攻撃作戦を承認したと発表した。この襲撃事件後、ヨルダン川西岸地区内のイスラエル占領地域の一部で、ユダヤ人入植者がパレスチナ人に報復攻撃を加えたという複数の報道がなされた。